# Benelux
Benelux é uma organização econômica da Europa, que gerou o que seria mais tarde a União Europeia. Compreende a Bélgica, Países Baixos e Luxemburgo, sendo inicialmente uma área de livre comércio entre estes três países, e mais tarde, a adição da Itália, Alemanha Ocidental e França acabou por criar a Comunidade Europeia do Carvão e do Aço (CECA). Posteriormente, esses seis países criaram a Comunidade Econômica Europeia (CEE).
O Tratado de criação do Benelux (Union Économique Benelux) - União Econômica Benelux, foi firmado durante a Segunda Guerra Mundial em 1944, pela Bélgica, Países Baixos e Luxemburgo, e entrou em vigor em 1 de novembro de 1960. O nome Benelux foi utilizado pela primeira vez neste tratado; é formado pelas iniciais dos nomes dos três países: BElgique, NEderland e LUXembourg. O Benelux tinha como objetivos estimular o comércio e eliminar as barreiras alfandegárias.

## Política
A organização é regida pelo denominado Parlamento da Benelux, fundado em 1955. O Parlamento é composto de 49 membros, sendo 21 da Bélgica, 21 dos Países Baixos e 7 de Luxemburgo. O tratado que estabeleceu oficialmente a Benelux garante também o direito de livre comércio e deslocamento de cidadãos entre os países-membros, dando-lhes estímulo comercial. Bruxelas, além de ser a sede da UE, também é reconhecida como a cidade-sede da Benelux.